# Merimnetria straussiella
Merimnetria straussiella is een vlinder uit de familie van de tastermotten (Gelechiidae). De wetenschappelijke naam van de soort is voor het eerst geldig gepubliceerd in 1953 door Swezey.